# Nádasok

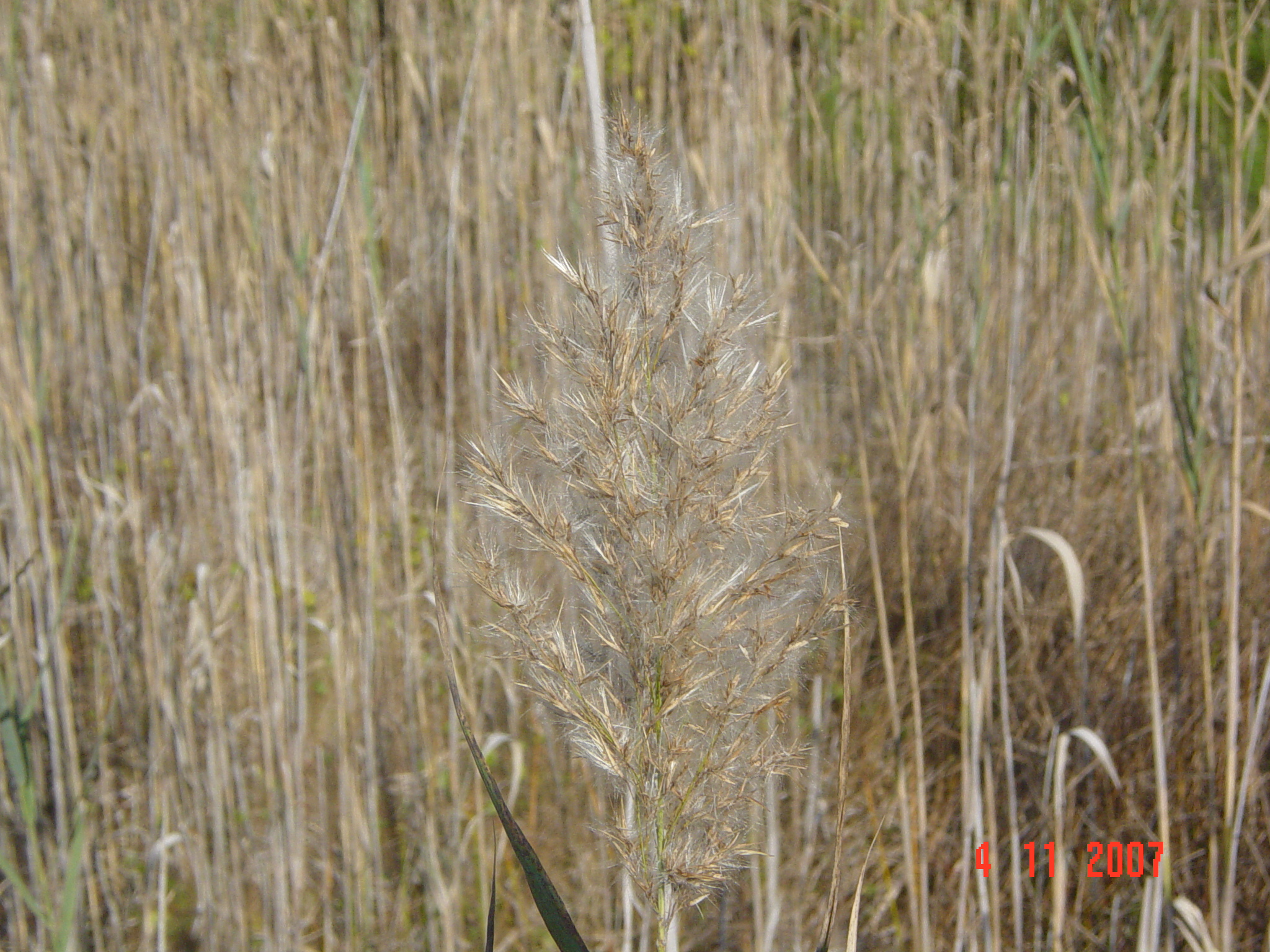
Nád (Phragmites australis)

A nádasok (Phragmitetalia) a nádasok és magassásosok (Phragmiti-Magnocaricetea Klika in Klika & Novák, 1941) társulástani osztályának egyik rendje.

## Elterjedésük
Európában a Földközi-tenger környékétől Dél-Skandináviáig bárhol előfordulhatnak.

## Megjelenésük, fajösszetételük
Magas, helofiton növények társulásai.
Társulásaikat jól jellemezik az egyes domináns fajok:
- közönséges nád (Phragmites communis, Phragmites australis),
- tavi káka (Schoenoplectus lacustris),
- sziki káka (Bolboschoenus maritimus),
- széleslevelű gyékény (Typha latifolia),
- keskenylevelű gyékény (Typha angustifolia),
- téli sás (Cladium mariscus),
- ágas békabuzogány (Sparganium erectum),
- vízi harmatkása (Glyceria maxima),
- orvosi kálmos (Acorus calamus),
- iszapzsurló (Equisetum fluviatile).

Jellemző, járulékos fajok:
- sárga nőszirom (Iris pseudacorus),
- vízi hídőr (Alisma plantago-aquatica),
- virágkáka (Butomus umbellatus),
- nyílfű (Sagittaria sagittifolia),
- réti füzény (Lythrum salicaria).

## Életmódjuk, termőhelyük
Főleg mezotróf vagy eutróf állóvizek szublitorális zónájában, lápokon (tavak, holtágak, kisvizek, bányagödrök stb.), ritkábban folyóvizek mentén, ártereken fordulnak elő — termőhelyüket a vegetációs időszak legalább egy részében víz önti el. Egyes társulásaik kifejezetten magasra növő fajokból állnak. Az állományok sűrűsége változatos: pionír stádiumaik többnyire ritkásak, de a főleg erősen kompetitor fajokból álló társulások idővel nagyon besűrűsödhetnek. Az egyes társulások ökológiai igényei rendszerint a domináns fajéhoz igazodnak, állományaik ennek megfelelően viszonylag fajszegények, az erős konkurencia miatt sűrűn váltják egymást. Jellemző fajaik gyakran vegetatívan, sarjtelepekkel terjeszkednek. A kedvezőtlen időszakokat rizómáik vészelik át, fotoszintetizáló és generatív részeiket viszont magasra emelik.
Jelentős ökológiai szerepet játszanak a vizek tisztításában, emellett a halaknak ívóhelyet, a vízimadaraknak pedig fészkelő- és táplálékszerző helyet biztosítanak. A nádasokat szerte Európában veszélyeztetett társulásoknak tekintik.

## Társulástani felosztásuk
A rendnek Magyarországon egy társuláscsoportja van jelen, a nádas társulásoké (Phragmition australis Koch 1926) tíz növénytársulással:
- nádas (Phragmitetum communis Soó 1927 em. Schmale 1939),
- tavi kákás (Schoenoplectetum lacustris Chouard 1924),
- széleslevelű gyékényes (Typhetum latifoliae G. Lang 1973),
- harmatkásás (Glycerietum maximae Hueck 1931),
- békabuzogányos (Sparganietum erecti Roll 1938),
- keskenylevelű gyékényes (Typhetum angustifoliae (Soó 1927) Pignatti 1953),
- gyékényes ingóláp (Thelypteridi-Typhetum angustifoliae Borhidi 1996),
- téli sásos (Cladietum marisci (Allorge 1922) Zobrist 1935),
- kálmosos (Acoretum calami (Eggler 1933) Schulz 1941),
- zsurlós mocsár (Equisetetum fluviatilis Steffen 1931).